# Сороколит, Иван Михайлович
Иван Михайлович Сороколит (укр. Іван Михайлович Сороколіт; 12 мая 1926 год, село Александровка) — председатель колхоза «Маяк» Гусятинского района, Тернопольская область. Герой Социалистического Труда (1977).

## Биография
Родился 12 мая 1926 года в крестьянской семье в селе Александровка. С апреля 1944 года участвовал в Великой Отечественной войне. Получил боевое ранение. Служил в группе советских войск в Германии до 1952 года.
После демобилизации работал заведующим клуба села Клювинцы Гусятинского района Тернопольской области. По окончании Тернопольской областной сельскохозяйственной школы по подготовке председателей колхозов в марте 1956 года в числе «тридцатитысячников» направлен председателем колхоза «Маяк» в село Котовка Гусятинского района. Возглавлял это предприятие (с 90-х годов XX столетия — агрофирма «Маяк») в течение 54 лет вплоть до 2010 года.
Весной 1956 года принял отсталое хозяйство с долгами перед государством с имеющимся поголовьем скота в 37 коров и 86 свиньями. Благодаря умелому руководству вывел колхоз в передовое сельскохозяйственное хозяйство Тернопольской области. Колхозу было присвоено звание «Колхоз высокой культуры земледелия». В нём был построен и действовал новый животноводческий комплекс по выращиванию нетелей на 7000 голов. Плотность поголовья скота в хозяйстве составляла 120 голов на 100 гектаров сельскохозяйственных угодий. Предприятие постоянно находилось в лидерах по урожайности сельскохозяйственных культур в районе и области. Было засажено и выращено 17 гектаров хвойного леса, построен пруд общей площадью 118 гектаров и подземная водопроводная система для орошения полей на площади 1000 гектаров.
При его участии были построены социальные объекты на территории колхоза, объединявшего девять населённых пунктов. За счёт колхоза было проложено 26 километров магистрального газопровода-отвода к селу Котовка, что позволило газифицировать не только само село, но и треть района. За годы его руководства было построено три дома культуры, три школы, два административных здания, жилой дом на 36 квартир, фельдшерско-акушерские пункты, три детских сада, одна церковь, проложены дороги с твёрдым, а в село Котовка — с асфальтовым покрытием.
В 1977 году удостоен звания Героя Социалистического Труда за выдающиеся трудовые достижения.
Написал книгу «Поле мого життя» (Поле моей жизни), которая вышла двумя изданиями в 2013 и 2016 годах.

## Награды
СССР
- Герой Социалистического Труда — указом Президиума Верховного Совета СССР от 2 декабря 1977 года[1]
- орден Ленина — дважды
- Орден Октябрьской Революции
- Орден «Знак Почёта» — дважды
- Орден Отечественной войны 2 степени

Украина
- Орден «За мужество» III степени